# Ardea
Ardea (IPA: /ˈardea/ Àrdea o IPA: /arˈdɛa/ Ardèa) è un comune italiano di 50 900 abitanti della città metropolitana di Roma Capitale nel Lazio.

## Geografia fisica

### Territorio
Ardea sorge su una rocca tufacea, in vista delle propaggini occidentali dei Colli Albani, dalla quale domina la zona circostante; il comune è inserito nell'Agro Romano e si estende a sud di Pomezia, con ai lati la veduta dei Castelli Romani e del Mar Tirreno, confinando a sud con i comuni di Anzio ed Aprilia.
Il territorio comunale confina a nord con i comuni di Roma, Pomezia, Albano Laziale e Ariccia, ad est con Aprilia, a sud con Anzio, ed ad ovest con il Mar Tirreno.
L'origine geologica di quest'area si deve prima all'emersione dal mare del terreno, caratterizzato da lagune e paludi, e quindi dal deposito di consistenti strati di tufi e pozzolane di origine vulcanica in seguito alle eruzioni del cosiddetto Vulcano Laziale. Raffreddandosi il materiale vulcanico si era spaccato, costituendo profonde e strette gole, che si addolciscono mano a mano che si procede verso sud.
La costa, formata da lunghe spiagge sabbiose, era caratterizzata dalla presenza di dune conservatesi, oramai, solo in alcuni tratti. brutalmente sbancate per lasciare posto a lottizzazioni snaturando il litorale di Ardea e Pomezia. La configurazione della costa ha subito profonde modifiche successivamente all'esplosione del vulcano d'Ischia e successivo innalzamento del livello marino.

### Clima
Il clima di Ardea è compreso nella regione climatica Tirrenica meridionale, che risente fortemente dell'influenza del mar Tirreno, la cui distanza massima dall'estremo confine del comune è di circa dodici chilometri. Il clima è caratterizzato da estati molto calde rinfrescate da venti termici provenienti dal mare, da forti piogge autunnali e primaverili e dalla presenza di correnti umide soprattutto durante l'inverno. 
- Sino agli anni settanta trombe d'aria provenienti dal mare devastano tratti interni del territorio di Ardea e Pomezia, ciclicamente susseguitesi sino agli anni ottanta.
- Classificazione climatica: zona C, 1295 GR/G

## Origini del nome
Il nome di Ardea deriva dalla parola latina ardea che significa airone, uccelli trampolieri.

## Storia

### Le origini mitiche
Il mito ha elaborato varie versioni sulle vicende della fondazione della città di Ardea, legate al racconto dello sbarco di Enea sulle coste del Lazio e quindi alla fondazione di Roma.
Una prima leggenda, riportata da Dionigi di Alicarnasso, fa risalire la fondazione della città ad Ardeas, figlio di Odisseo e Circe. Una diversa versione lega le origini di Ardea, nel XV secolo a.C. a Danae, figlia del re di Argo, che dopo la nascita di Perseo da Zeus, sarebbe giunta sulle coste laziali e avrebbe sposato il rutulo Pilumno dando origine alla discendenza di Turno. Insieme decisero di fondare una nuova città: il luogo fu scelto in corrispondenza di una ripida rupe tufacea, scoperta risalendo il fiume Incastro su una piccola imbarcazione.
(Virgilio, Eneide, VII, 409-410))
Ovidio riferisce l'origine del nome di Ardea all'alzarsi in volo di un airone rosso dopo l'incendio e la distruzione della città ad opera di Enea, vittorioso sul re rutulo Turno, figlio di Dauno, che a sua volta era figlio di Danae e di Pilumno. Infatti Virgilio racconta la morte di Turno nel XII libro dell'Eneide: "Enea uccide il re dei Rutuli che giaceva a terra ferito e inerme". 
L'airone rosso o Ranocchiaia (Ardea purpurea Linnaeus, 1766) appartiene all'ordine dei Pelecaniformes ed alla famiglia degli Ardeidae ed è uno dei pochi aironi del paleartico, migratore a lungo raggio. 
Il nome di ranocchiaia ormai in disuso e largamente sconosciuto ai molti, era invece comunemente usato nel XIX secolo e riportato in qualsiasi libro naturalistico dell'epoca e si riferiva a quello che si riteneva il principale alimento di questo uccello. Era già chiamato anche airone rosso una traduzione diretta dal binomio scientifico anche se di rosso, nella livrea di questo airone, non è che ne abbia poi tanto. L'etimologia del genere Ardea trae origine dalla mitologia romana e designava l'odierna città di Ardea nel Lazio, al tempo capitale dei Rutuli, rasa al suolo e totalmente bruciata durante la guerra con Enea. Dalle sue ceneri risorse un uccello che dopo aver emesso un lungo lamento e scosso la fuliggine che lo copriva completamente, si rivelò essere candido. Forse un diretto riferimento alla leggenda dell'Araba Fenice. La specie purpurea dal latino "purpureus" ed a sua volta dal greco "porphureos" con significato di color porpora.
Il motto della Fenice è Post fata resurgo ("dopo la morte torno ad alzarmi").
(Publio Ovidio Nasone, Le metamorfosi, Libro XIV)

### Preistoria e protostoria
Il territorio di Ardea era già frequentato nel Paleolitico e sono state rinvenute tombe dell'età del rame, con sepolture in posizione rannicchiata, risalenti agli inizi del II millennio a.C. reperti fossili e utensili primitivi presso il Museo di Albano.
Nell'età del ferro l'insediamento era formato da tre villaggi di capanne rispettivamente sui tre pianori sui quali sorge ancora oggi la città (Civitavecchia, Acropoli e Casalazzara), dove sono state rinvenute le tracce dei fori di palo delle capanne e una necropoli a "Monte della Noce", sul pianoro della Civitavecchia, con tombe a fossa infantili e una tomba principesca femminile dell'VIII secolo a.C., con ricco corredo.
Plinio riporta il popolo dei Rutuli, a cui appartenevano anche i centri di Antium, Satricum e Lavinium, come uno dei più antichi popoli del Latium vetus. Ardea, nata come agglomerato essenzialmente agricolo, si sviluppò tuttavia soprattutto grazie agli scambi commerciali, favoriti dalla posizione della città, compresa tra Latini, Volsci ed Etruschi e dalla dotazione di un porto-canale alla foce del fiume Incastro (Castrum Inui). Nei secoli dall'VIII al VI a.C. fu uno dei centri più importanti del Lazio meridionale, con un ricco artigianato e oggetti importati anche da regioni lontane.

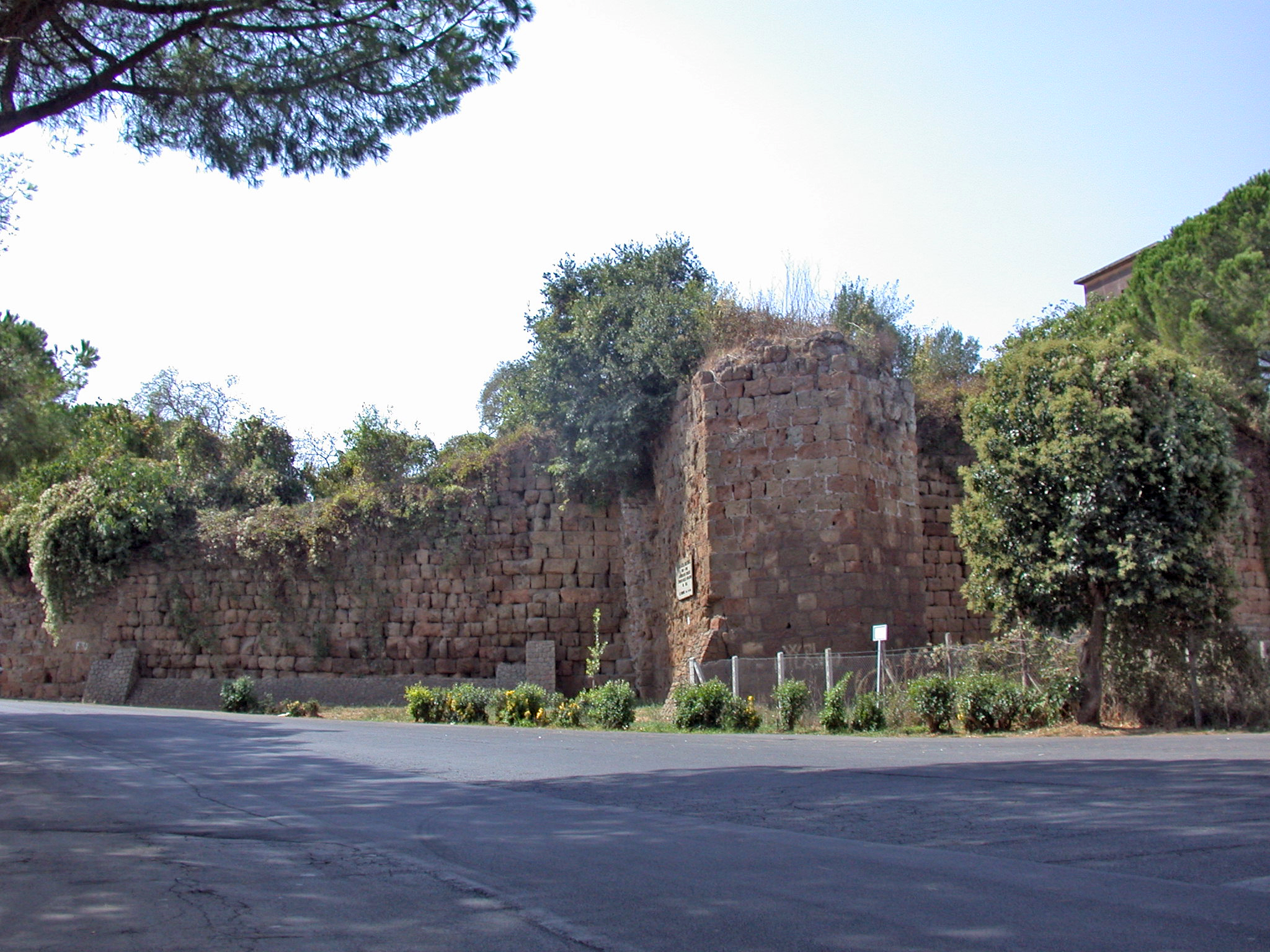
Mura

La città arrivò al suo periodo di massimo sviluppo nel VI secolo a.C. e furono occupati da edifici religiosi e civili l'Acropoli e la Civitavecchia. Era particolarmente rinomata per la produzione di armi e di oggetti ornamentali.

### Rutuli e Romani
A più riprese gli Ardeati furono alleati o nemici di Roma, nell'ambito delle vicende della Lega Latina: un primo attacco sotto Tarquinio il Superbo, di cui parla la tradizione, sembra non avesse avuto successo, e poco dopo, nel primo trattato tra Roma e Cartagine del 509 a.C., la città era riportata tra gli alleati dei Romani. Nel corso del V secolo a.C. la vita cittadina fu dominata dalla contesa contro i Volsci e nel IV i Galli, dopo aver saccheggiato Roma, si rivolsero contro Ardea e la assediarono, senza successo; furono anzi gli Ardeati, guidati da Furio Camillo, in esilio nella città, che dopo aver respinto l'assedio, marciarono verso Roma e la liberarono dall'occupazione gallica.
Nel secondo trattato romano-cartaginese del 348 a.C., Ardea è nuovamente nominata tra le città alleate dei Romani. A quest'epoca risale il rifacimento delle mura di cinta: il precedente triplice recinto difensivo venne sostituito da mura in opera quadrata, di cui si conservano alcuni resti, che cingevano i pianori dell'Acropoli e della Civitavecchia. Tuttavia, durante la seconda guerra punica, Ardea fu una delle dodici colonie che rifiutarono ai Romani gli aiuti militari. Dopo la sconfitta cartaginese, i Romani si rivolsero contro le città ribelli della Lega Latina sconfiggendole, e le privò dell'autonomia.
Tra il III e il II secolo a.C. Ardea decadde, probabilmente soprattutto per la crisi economica dei centri laziali, le cui risorse si erano prosciugate nelle guerre puniche e nella successiva guerra contro i Sanniti. La città era quasi completamente in abbandono entro l'età imperiale romana, sebbene resti di abitato sopravvivessero fino al V secolo, mentre delle grandi ville furono costruire lungo la via in direzione del mare, infatti in età repubblicana e imperiale vi erano deportati e relegati al confino i prigionieri politici.

### Medioevo
La città, sopravvissuta probabilmente come piccolo luogo fortificato, riprese a crescere solo dal IX secolo, in seguito al progressivo spopolamento delle domus cultae, piccoli centri agricoli fondati dai papi nelle campagne per la coltivazione e la bonifica, e alle necessità di difesa contro i Saraceni. 
Nel IX secolo Ardea diede i natali a papa Leone V, un papa eletto nel 903 in odore di santità, ma che fu deposto dopo soli 30 giorni da una congiura.
Nel 1074 la civitas Ardeae venne inclusa nella bolla di papa Gregorio VII mediante la quale tra gli altri numerosi beni, veniva donata per metà all'abbazia di San Paolo fuori le mura con il castello e il suo territorio, essendo probabilmente già l'altra metà del monastero di Sant'Alessio all'Aventino. Nella bolla di papa Gregorio VII Ardea veniva considerata solo come un castrum, ma in poco tempo gli abitanti riuscirono a ottenere il riconoscimento di "civitas", comunità di cittadini.
Ardea ospitò nel 1118 papa Gelasio II in fuga da Roma per sfuggire all'imperatore Enrico V che pretendeva la conferma dei privilegi concessigli nel 1111 dal suo predecessore, papa Pasquale II, e l'incoronazione in San Pietro.
In quest'epoca ai piedi della rocca di Ardea sorgeva un lazzaretto che ospitava i lebbrosi e gli appestati espulsi dall'Urbe, da cui deriva il nome moderno della zona di Casalazzara.
Nel 1130 l'antipapa Anacleto II confermò la città ai monaci benedettini della basilica di San Paolo fuori le mura che ancora sul finire del secolo XIV erano impegnati nel riacquisto del feudo mediante la cessione delle tenute di Vallerano e Trefusa.
Passata durante lo Scisma d'Occidente nelle mani di Raimondo Orsini, nel 1421 a seguito di un accordo tra questi, l'abbazia di San Paolo e Giordano Colonna, Ardea fu ceduta a quest'ultimo previa concessione in cambio di altri territori all'abbazia. Negli anni precedenti il controllo feudale della città fu oggetto di aspre contese tra le famiglie nobiliari romane come i Savelli e gli Annibaldi che dopo il 1423 furono condannati a cedere ogni loro diritto ai Colonna, grazie all'appoggio di papa Martino V, sul territorio di Ardea e con i castra diruta di Verposa, Fusignano e San Lorenzo. Papa Martino V diede così il controllo della città ai propri familiari, la potente famiglia dei Colonna che dominava sul Lazio meridionale.
Nel 1461 i Colonna del ramo di Riofreddo succeduti al ramo di Genazzano, mantenevano solo la giurisdizione feudale, avendo dovuto già cedere la quasi totalità delle tenute ai loro creditori Cesarini, Caffarelli e Rustici. Andrea Caffarelli sposato con Ludovica Colonna, acquisì dallo zio di questa, Giacomo ultimo erede di quel ramo, il diritto di acquistare per 10 000 scudi la metà del castello di Ardea con l'obbligo perpetuo della retrovendita ai Colonna.

### Età moderna
Il feudo passò successivamente ad altre famiglie papali: dai Borgia tornò ai Colonna, finché nel 1564 da Marcantonio Colonna la giurisdizione feudale sul castello venne venduta a Giuliano Cesarini la cui famiglia, che ne ottenne il titolo di marchese, aveva potuto acquistare già nel 1454 con Gabriele, sposato con Giulia Colonna sorella maggiore della citata Ludovica, la metà del castello di Ardea con il tenimento di Santa Procula e tutta la fascia costiera fino ai confine con Pratica.
Alcune tenute comprese nel tenimento di Ardea rimanevano comunque ancora di proprietà dei Caffarelli ancora eredi della metà di Ardea oltre che di Riofreddo che cedettero ai Del Drago, e che a metà secolo XVI erano i territori di Casalazzara, Campo del Fico, Tufella, Valle Lata e Carroceto che vennero poi censite nel catasto dell'Agro Romano.
In questo periodo la città visse essenzialmente come borgo agricolo, seguendo le sorti delle famiglie che di volta in volta la governavano.
Il castello dei Colonna edificato nel 1461 sorge ancora oggi in località Campo del Fico, mentre in località Castellaccio a Fossignano ci sono i resti del castello dei Frangipane del 900 d.C. a pochi chilometri dalla rocca.
Nel 1816, a causa dell'esiguo numero di abitanti, la città divenne una frazione di Genzano di Roma e il borgo, alla vigilia della bonifica integrale pontina, risultava praticamente disabitato. Nel 1817, in seguito al motu proprio di papa Pio VII, il suo territorio passò insieme a quello di Pomezia al comune di Roma. Nel 1837 contava 176 abitanti.
A partire dal 1932 una parte del suo territorio rurale fu oggetto di lavori di bonifica idraulica, regimentazione delle acque e appoderamento, curati dall'ONC e dai consorzi di bonifica, cui seguì il ripopolamento controllato del centro e delle campagne circostanti. Il borgo fu praticamente "ri-fondato", ristrutturandone i resti, e divenne parte del comune di Pomezia fin dall'atto della sua costituzione.
Nel 1944, durante la II guerra mondiale, poiché il territorio di Ardea era attraversato dalla Linea Caesar, una linea difensiva tedesca, questo fu teatro degli ultimi scontri militari tra l'esercito tedesco e quello anglo americano nelle vicinanze di Roma, prima della sua liberazione, avvenuta il 5 giugno del 1944.
Nel 1970 divenne comune autonomo, distaccandosi da Pomezia..

### Simboli

Il gonfalone comunale

Lo stemma e il gonfalone del Comune di Ardea sono stati concessi con decreto del presidente della Repubblica del 30 ottobre 2009.
(D.P.R. 30.10.2008 concessione di stemma e gonfalone)
Il gonfalone è un drappo di bianco con la bordatura di rosso.
Nello stemma sono raffigurati gli elementi legati al mito della fondazione della città: la nave che portò Enea sulle coste laziali e l'airone a cui Ardea deve il suo nome.
Airone
L'airone di Ardea rappresenta la versione italica del mito dell'araba Fenice, l'uccello che ogni 500 anni rinasceva dalle sue ceneri. 
L'origine degli aironi dalle ceneri di Ardea possiede un significato simbolico, in quanto il poeta Ovidio ricorda Ardea come la città dei Rutuli che era sempre capace di superare le situazioni più difficili. D'altronde il motto latino dell'airone cenerino è ALTIOR ADVERSIS ("oltre ogni avversità").
Quando tutto 

fu ridotto in cenere,

dalle macerie si alzò

in volo un uccello. 

Il suo grido, 

la sua magrezza, 

il suo pallore 

tutto ricordava la città: 

il suo nome è Ardea
(Ovidio, Le Metamorfosi, libro XIV, 574-580)
Secondo Omero l'airone cenerino era il messaggero della dea della Sapienza, Minerva, e secondo Plinio Il Vecchio la sua funzione era quella di annunciare la fine del pericolo e della paura.

## Monumenti e luoghi d'interesse

### Architetture religiose

#### Chiesa di Santa Marina

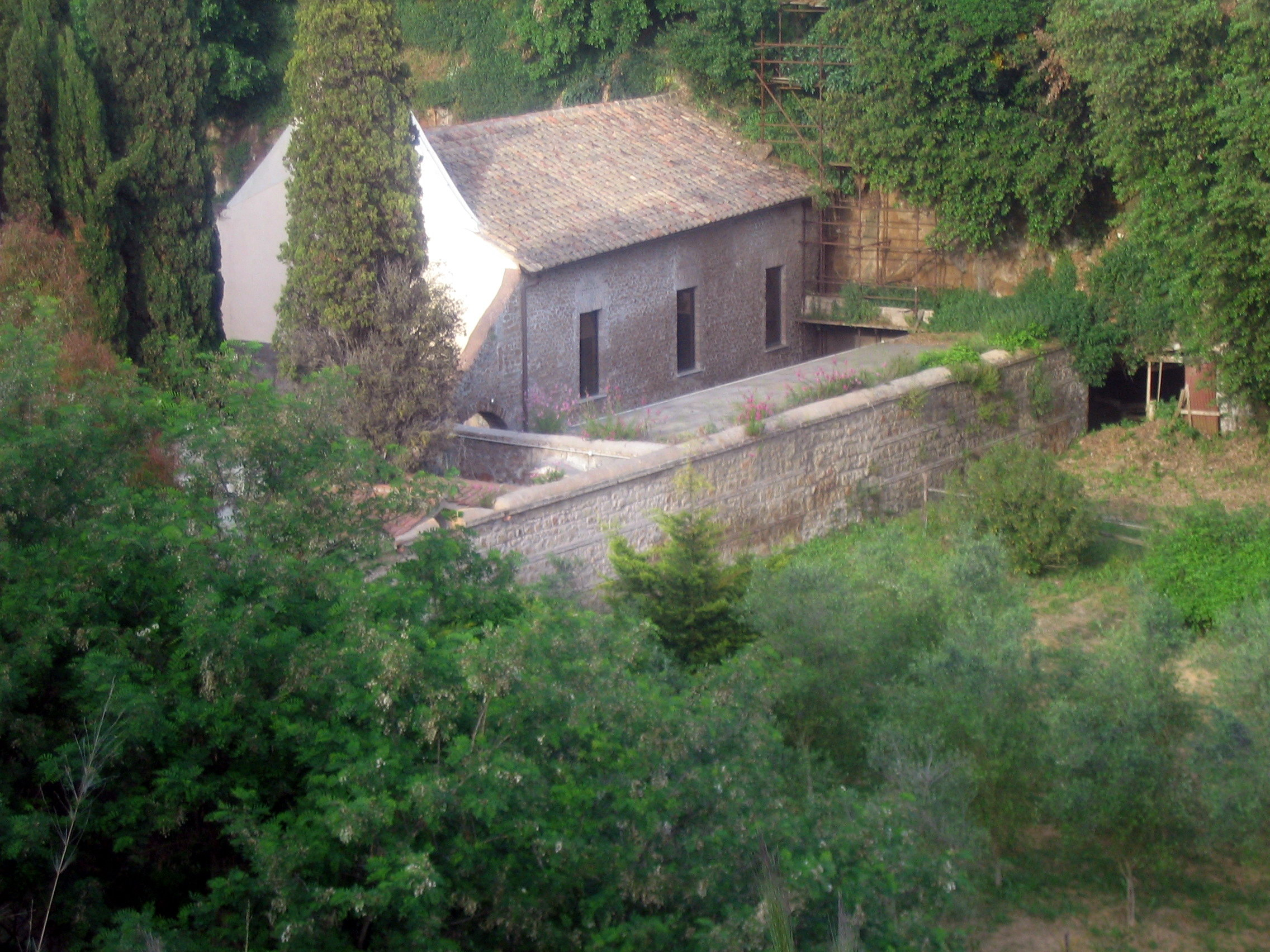
La chiesa di Santa Marina

La chiesa di Santa Marina si trova all'interno del cimitero di Ardea, adagiata alla roccia tufacea del paese, nel luogo dove, secondo una leggenda, si sarebbe trovata l'entrata della grotta dove visse la santa in eremitaggio, dopo che i monaci ne scoprirono il sesso e la cacciarono dal convento in cui viveva.
La costruzione è datata al 1191, a opera di Cencio Savelli, futuro papa Onorio III, dall'iscrizione posta sopra il portale di ingresso.
Sulla facciata era un portico di ingresso, oggi quasi del tutto scomparso, mentre l'ingresso è ancora inquadrato da colonne sorrette da leoni stilofori, con architrave decorato da un bassorilievo che rappresenta Santa Marina, il padre e un abate. La facciata della chiesa comprende anche il piccolo campanile sostenuto, ai lati, da due raccordi laterali. L'interno è ad unica navata e in origine si presentava interamente affrescato. Gli affreschi più conservati sono quelli a sinistra dell'altare con la Madonna ed il bambino in mezzo a San Rocco e a Sant'Antonio eremita con il bastone, la campanella ed il maialino.
Dietro l'altare sono ancora visibili i resti di un ninfeo del II secolo d.C., scavato nel tufo.

#### Chiesa di San Pietro Apostolo
La chiesa di San Pietro Apostolo fu edificata nel XII secolo dai monaci dell'abbazia di San Paolo fuori le mura, in stile romanico presso i resti di un tempio di epoca ellenistica. Incorpora una precedente torre di vedetta contro i saraceni, trasformata in campanile. Conserva materiali più antichi: fregi marmorei del II secolo sono stati riutilizzati come stipiti della porta di ingresso e di reimpiego è anche un capitello del presbiterio e un'ara sepolcrale.
L'interno è a tre navate, divise da archi. Molti arredi interni sono andati persi (quadri, lampadari, reperti archeologici), tuttavia sono ancora presenti degli affreschi risalenti al XV secolo che rappresentano Sant'Onofrio eremita, San Cristoforo, San Leonardo, Sant'Ansano.
Tra il XIV e XVI secolo, quando divenne chiesa baronale, subì notevoli trasformazioni. A questo periodo risalgono gli affreschi (XV secolo), un crocifisso ligneo (XVI secolo) e un dipinto di scuola caravaggesca (XVII secolo).
Patroni degli Ardiesi, abitanti medievali della Rocca di Ardea sono: Sant'Antonio Abate, San Cristoforo, San Leonardo, Sant'Ansano, Sant'Eurosia, Sant'Onofrio eremita, San Procolo.
Fra di essi si noti che San Cristoforo è uno dei quattordici santi ausiliatori particolarmente invocati in occasione di gravi calamità naturali o per la protezione da disgrazie o pericoli specifici. Il patrocinio di San Cristoforo era particolarmente invocato durante le epidemie di peste: elemento che fa propendere per l'ipotesi dell'esistenza di un Lazzaretto nei pressi di Ardea.
L'ultimo restauro risale al 1940 e fu eseguito per espressa volontà di Benito Mussolini durante una sua visita ad Ardea avvenuta il 29 ottobre 1939. I lavori di restauro ebbero subito inizio e la chiesa prese la forma attuale. Negli anni sessanta del XX secolo furono restaurati il campanile e la navata di destra.
Nel 1965 lo scultore Giacomo Manzù ha realizzato il fonte battesimale, il tabernacolo della navata, adattato come leggio un capitello in marmo recuperato in località Blasi, (ex villa di Livia, zia dell'imperatore romano Ottaviano Augusto), opera rubata durante i recenti lavori di restauro della chiesa di San Pietro Apostolo.

#### Oratorio di Sant'Angelo
Per visitare l'oratorio di Sant'Angelo è necessario percorrere una scala che porta ad una stanza scavata nel tufo sotto terra. Sul soffitto del santuario è raffigurato un fiore giallo con petali di stucco mentre nella parete di fondo è presente una nicchia affrescata interamente con pitture risalenti al XII secolo.

### Architetture civili

#### Fontanile di Santa Marina
La comunità di Ardea, nel 1615, fece realizzare il fontanile come pubblico servizio per gli abitanti. La copertura con le capriate in legno è stata fatta alla fine del XX secolo. L'originale statuetta, con la figura di Santa Marina, è stata rubata da ignoti vandali nel 1996. L'associazione culturale "Santa Marina", nel 1999, fece realizzare una copia dell'artista Pietro Negri e ricollocò la statuetta al suo posto. Il lavatoio, annesso al fontanile, è del XVIII secolo e fino al 1965.

#### Fortezza della rocca
La fortezza della rocca di Ardea era il palazzo del duca che è stato fatto costruire nel XV secolo dalla famiglia dei Colonna. Tuttavia nel 1564 Marcantonio Colonna decise di vendere tale palazzo a Giuliano Cesarini. 
Secondo gli statuti locali,  gli abitanti di Ardea si rifugiavano all'interno della fortezza nel caso in cui vedessero arrivare dal mare le navi dei corsari barbareschi, segnale di una situazione di pericolo.

#### Piazze monumentali
Piazza del Popolo
Piazza con monumento ai caduti e resti archeologici
Piazza Sforza Cesarini
Piazza di fronte all'omonimo castello

### Architetture militari
La prima fortificazione della città è uno degli esempi meglio conservati di aggere arcaico: la difesa era assicurata dallo scavo di un fossato, e il materiale di scavo veniva a formare lungo il lato interno un muro di terra, con un pendio più ripido verso l'esterno e più dolce verso l'interno, per facilitare l'accesso ai difensori. Le difese erano quindi completate da palizzate in legno. I tre pianori della città, in parte fortificati naturalmente dai pendii scoscesi delle colline, erano dotati di aggeri nei punti più facilmente accessibili, verso l'entroterra. La costruzione di queste prime difese è stata attribuita al VII secolo a.C..
Le fortificazioni vennero ricostruite nel IV secolo a.C., con mura in opera quadrata che circondavano l'Acropoli, i cui resti sono visibili sul lato nord-orientale, insieme ad un bastione a pianta pentagonale, aggiunto modernamente con il riutilizzo dei blocchi più antichi.

### Siti archeologici

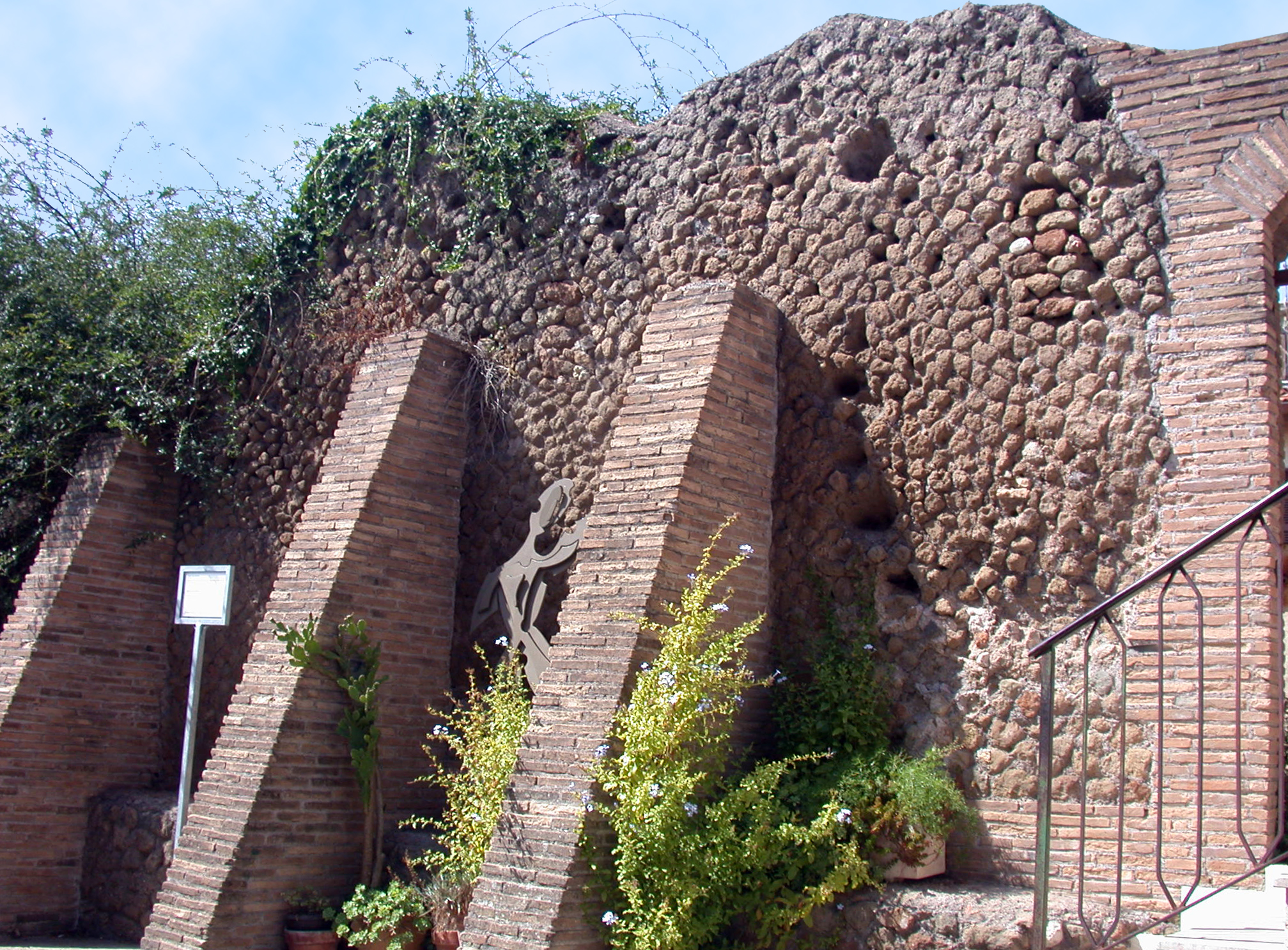
Muro in opera incerta del santuario dell'acropoli

Le fonti antiche riportano l'esistenza di culti dedicati a Giunone Regina, a Castore e Polluce, a Venere, ad Ercole, a Natio, e al fondatore Pilumno. Gli scavi archeologici hanno rimesso in luce i resti di quattro grandi templi, due sull'acropoli e due sulla Civitavecchia, dei quali tuttavia si ignora la dedica.
Nella località "Casarinaccio" sul pianoro della Civitavecchia, sono conservati i resti di un altro tempio, riferibile al VI secolo a.C., epoca di massimo splendore della città. Gli scavi del tempio, eseguiti negli anni trenta, hanno riportato alla luce il podio del santuario, costituito da tre filari di blocchi di tufo poggianti direttamente sulla roccia, decorati all'esterno da modanature. Il tempio viene convenzionalmente identificato con quello di Venere.
Nei pressi di "Casarinaccio" è presente un ipogeo paleocristiano del V secolo con importanti affreschi sacri, probabilmente realizzato su un luogo pagano, rinvenuto negli anni '60.

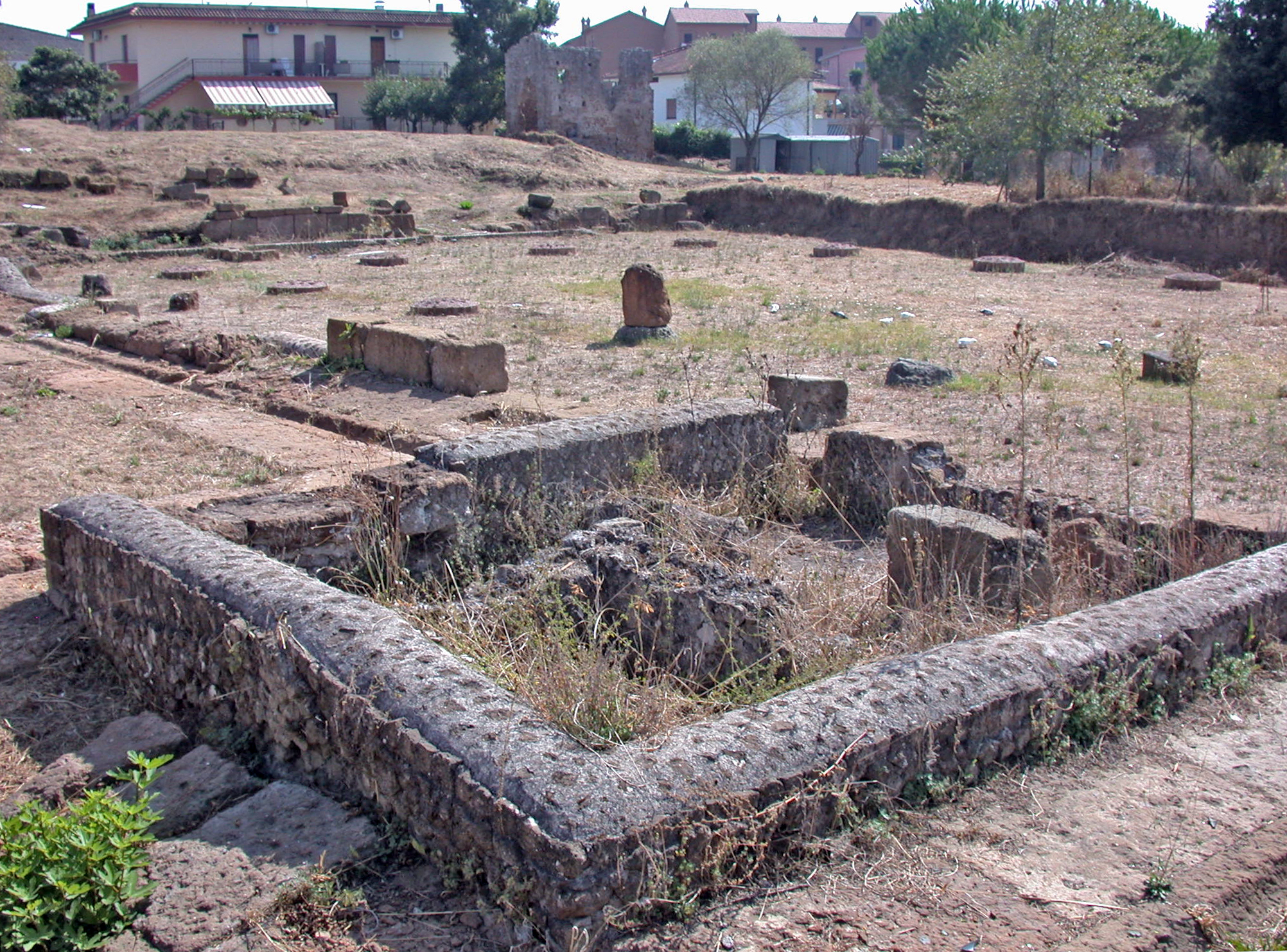
L'area archeologica di "Casarinaccio"

Un secondo tempio arcaico, datato al V secolo a.C. è stato rinvenuto nella località "Monte della Noce", sempre sul pianoro della Civitavecchia. Il tempio fu in uso fino al I secolo a.C., mentre in seguito venne abbandonato ed i materiali riutilizzati per la costruzione delle ville della zona.
Nei pressi doveva trovarsi il foro cittadino, al quale era annessa una basilica, la cui costruzione è stata datata intorno al 100 a.C. e di cui si conservano resti del pavimento in signino.
Una rete di cunicoli scavati nel tufo e realizzati nel V secolo a.C. costituiscono un notevole sistema idraulico, destinato al drenaggio delle acque o per le fognature cittadine. Altri ambienti scavati nella roccia erano utilizzati come magazzini o cisterne, in alcuni casi suddivisi in navate da pilastri di tufo. Ambienti scavati sul pendio della Civitavecchia sono stati interpretati come apprestamenti artigianali per l'attività della concia delle pelli (I secolo a.C.).

#### Castrum Inui

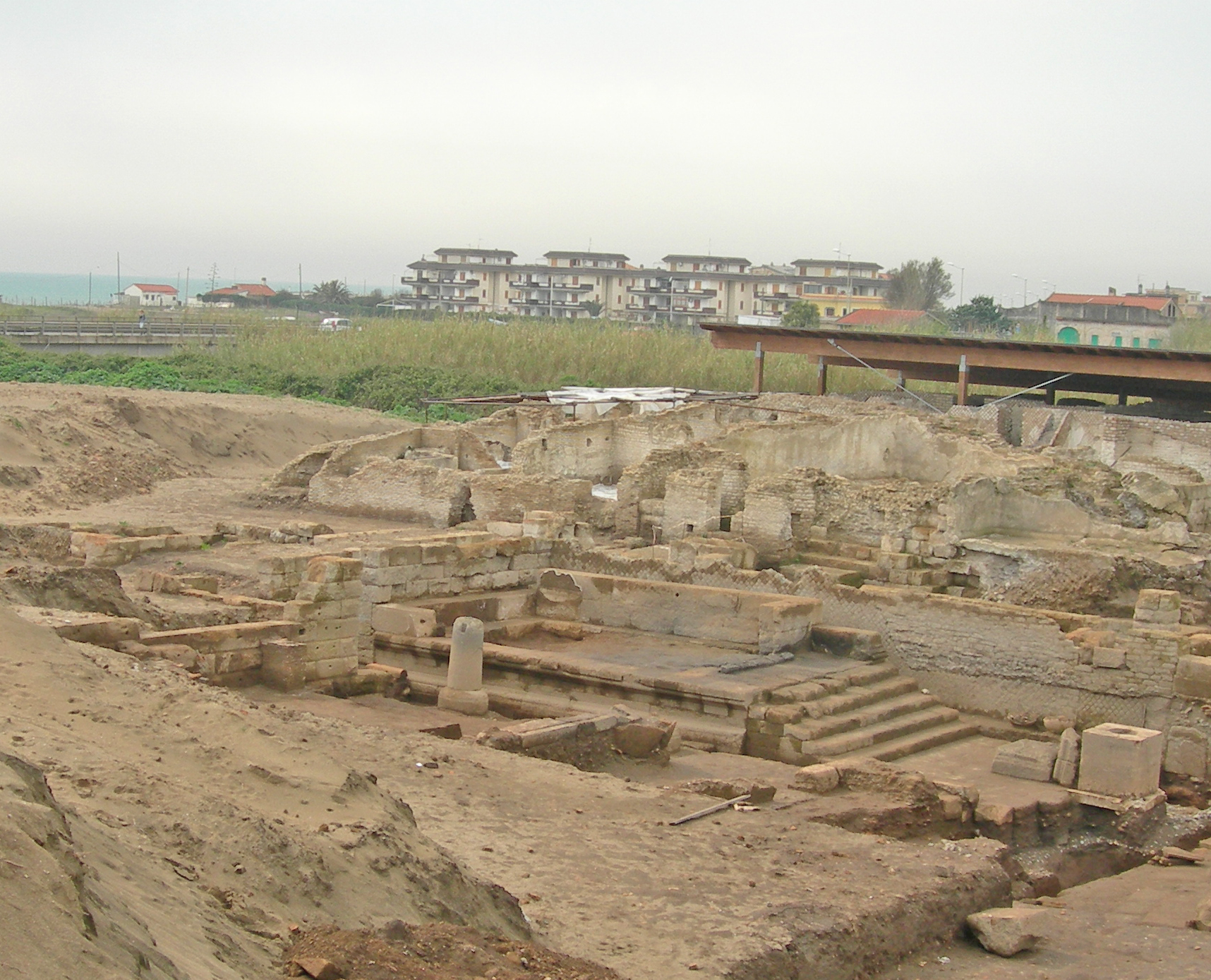
Area archeologica Castrum Inui

Alla foce del fiume Incastro scavi archeologici in corso dal 1998, diretti dal dott. Francesco Di Mario, responsabile di zona della Soprintendenza ai beni archeologici del Lazio, hanno riportato alla luce i resti di un centro portuale fortificato (dal IV-III secolo a.C. fino al III secolo d.C.) e di una precedente area sacra (dal VI secolo a.C. al II secolo d.C.), che sono stati identificati con il Castrum Inui e con il santuario internazionale noto come Aphrodisium, dedicato ad Afrodite Marina.
I reperti attestano la presenza di un insediamento urbano numericamente consistente ed organizzato che si avvaleva di grandi cisterne per la riserva idrica, era dotato di impianto termale, di elaborati meccanismi di deflusso delle acque, di costruzioni a più piani con decorazioni murali e numerosi mosaici, sia con tessere grandi, sia con tessere molto piccole. Le parti più antiche sono caratterizzate da strutture imponenti realizzate con blocchi di tufo di grandi dimensioni. Questi manufatti sono stati inglobati nelle costruzioni successive, che si sovrappongono e intersecano tra loro. Con il passare dei secoli le ristrutturazioni diventano meno raffinate e realizzate prevalentemente riutilizzando il materiale esistente. Le recenti campagne di scavo hanno portato alla luce un'area sacra molto estesa, con edifici e strutture in tufo, provvisoriamente datate fra il VI secolo a.C. ed il II secolo d.C. una delle porte di accesso al Castrum ed importante materiale collegato al culto dei Dioscuri, di Venere, di Minerva e di Esculapio.

### Altro

#### Giardini della Landriana
I Giardini della Landriana sono dei giardini disegnati da Russell Page, famoso architetto di paesaggi, che sistemò la notevole collezione di piante e fiori realizzata da Lavinia Taverna sulla propria proprietà della "La Landriana" nel corso di una decina di anni.
La proprietà si articola su una serie di giardini a tema (giardino degli aranci, giardino delle eriche, valle delle rose, ecc.), da cui il nome della tenuta.

## Società

### Evoluzione demografica
Abitanti censiti

Ardea ha conosciuto sin dalla sua nascita una rapida espansione demografica. Pertanto si riscontrano valori del saldo migratorio e del saldo naturale molto elevati.

### Etnie e minoranze straniere
Al 31 dicembre 2023 la popolazione straniera residente era di 6 427 persone, con un incremento di 67 unità rispetto l'anno precedente.

### Tradizioni e folclore
- Palio di maggio: si corre la prima domenica di maggio e vede in competizione le contrade della città (Banditella, Caronti, Casalazzara, La Rocca, Le Salzare, La Torre, Montagnano, Pian di Frasso e Torre Bruna).
- Festa di Santa Maria del Rosario: in luglio tutti i balconi e le finestre di Ardea sono addobbati con lenzuola ricamate.

## Cultura

### Istruzione

#### Scuole
Nel territorio comunale sono presenti sette scuole elementari e quattro scuole medie; non è invece presente alcun liceo, istuto tecnico o professionale.

#### Musei
- Il Museo Giacomo Manzù raccoglie oltre 400 opere che l'artista donò nel 1979 allo Stato italiano; all'interno della proprietà è posto anche il sepolcro dell'artista che qui visse dai primi anni settanta fino alla sua morte.
- Il Museo civico attualmente raccoglie una mostra permanente su Franco Califano.

#### Biblioteche
- Biblioteca Tor San Lorenzo.[27]

### Cinema
Nella sceneggiatura originale del film Accattone di Pier Paolo Pasolini (1961) è presente una scena ambientata al cimitero di via Santa Marina ad Ardea. La scena venne girata, ma fu successivamente tagliata dalla pellicola finale.
Il cambio della guardia, film del 1962, è ambientato e quasi interamente girato ad Ardea.
La carne di Marco Ferreri, film del 1991, è stato girato a Marina di Ardea.

### Letteratura
Nel romanzo Forse che sì forse che no di Gabriele D'Annunzio Ardea ha un ruolo centrale: oltre a essere parte dell'ambientanzione, Ardea è anche il nome del velivolo del protagonista, utilizzato come simbolo di virtù e rinascita.

## Geografia antropica

### Frazioni
Le frazioni del comune sono Banditella, Castagnetta di Ardea, Castagnola, Centro Regina, Colle Romito, Lido dei Coralli, Marina di Ardea, Montagnano, Nuova California, Nuova Florida, Pian di Frasso, Rio Verde, Tor San Lorenzo, Tor San Lorenzo Lido e Villaggio Ardeatino.

#### Banditella
Tenuta dell'Agro Romano, nel XIX secolo era di proprietà del Collegio dei Neofiti.

#### Lido dei Pini
Lido dei Pini è una frazione del comune di Ardea e del confinante comune di Anzio. La superficie di Lido dei Pini è divisa grossomodo equamente tra i due comuni. La parte verso mare è perlopiù appartenente al comune di Ardea mentre la parte verso monte è perlopiù appartenente al comune di Anzio.
La frazione conta all'incirca 10 000 abitanti suddivisi tra i due comuni. 
Nella parte del comune di Ardea Lido dei Pini parte dal bivio (congiunzione tra Laurentina e Litoranea) fino al comune di Anzio e quindi è composta dal consorzio di Marina di Tor San Lorenzo, di Colle Romito, di Lupetta e di una vasta superficie fuori consorzio.

#### Marina di Ardea
Marina di Ardea è una frazione del comune di Ardea. Negli ultimi due anni, il comune di Ardea sta effettuando numerosi lavori di abbellimento del litorale, cominciando nel demolire le "baracche" lungo la costa e la costruzione di un marciapiede e di piazzette per tutto il lungomare degli ardeatini.

#### Tor San Lorenzo
Tor San Lorenzo è una popolosa frazione del comune di Ardea, situata dove sorge l'omonima torre, una delle più antiche torri costiere del Lazio, situata nell'Agro Romano.

## Economia
La città conserva ancora il carattere di centro agricolo, ma a partire dagli anni settanta ha avuto anche un certo sviluppo industriale, soprattutto nella zona lungo la statale Pontina.
Ultimamente il comune ha registrato un notevole incremento demografico, legato soprattutto al fenomeno del pendolarismo favorito dalla vicinanza con Roma e Pomezia.

## Amministrazione

### Sindaci
| Periodo          | Periodo          | Primo cittadino               | Partito                 | Carica                  | Note          |
| ---------------- | ---------------- | ----------------------------- | ----------------------- | ----------------------- | ------------- |
| 8 maggio 1995    | 8 aprile 1997    | Tiziana Bartolini             | Rifondazione Comunista  | Sindaco                 | [ 31 ]        |
| 8 aprile 1997    | 17 novembre 1997 | Rosa Mangini Badalì           |                         | Commissario Prefettizio | [ 32 ]        |
| 17 novembre 1997 | 19 gennaio 2001  | Martino Farneti               | Alleanza Nazionale      | Sindaco                 | [ 33 ]        |
| 19 gennaio 2001  | 13 maggio 2001   | Achille Togna                 |                         | Commissario Prefettizio | [ 32 ]        |
| 14 maggio 2001   | 2 gennaio 2004   | Roberta Ucci                  | Alleanza Nazionale      | Sindaco                 | [ 34 ] [ 35 ] |
| 2 gennaio 2004   | 26 giugno 2004   | Paola Basilone                |                         | Commissario Prefettizio | [ 36 ]        |
| 28 giugno 2004   | 23 febbraio 2007 | Carlo Eufemi                  | Forza Italia            | Sindaco                 | [ 37 ]        |
| 24 febbraio 2007 | 12 giugno 2007   | Giovanni Francesco Monteleone |                         | Commissario Prefettizio | [ 38 ]        |
| 12 giugno 2007   | 7 maggio 2012    | Carlo Eufemi                  | Forza Italia            | Sindaco                 | [ 39 ]        |
| 7 maggio 2012    | 17 marzo 2017    | Luca Di Fiori                 | Il Popolo delle Libertà | Sindaco                 | [ 40 ]        |
| 17 marzo 2017    | 26 giugno 2017   | Antonio Tedeschi              |                         | Commissario prefettizio | [ 41 ]        |
| 26 giugno 2017   | 27 giugno 2022   | Mario Savarese                | Movimento Cinque Stelle | Sindaco                 |               |
| 28 giugno 2022   | in carica        | Maurizio Cremonini            | Fratelli d'Italia       | Sindaco                 |               |

### Gemellaggi
- Rielasingen-Worblingen
- Argo[42]

## Sport

### Calcio
- Nuova Florida[43] (colori sociali bianco-rosso) che, nel campionato 2024-25, milita nel campionato maschile di Eccellenza[44].
- Atletico Ardea che, nel campionato 2024-25, milita nel campionato maschile di Promozione. [senza fonte]

### Calcio a 5
- A.S.D. Ardea CA5 (colori sociali Bianco Rosso Blu) che, nel campionato 24/25 a vinto campionato maschile di serie C1[45].
- A.S mirafin (colori sociali rossi blu) che nel campionato 24/25 milita nel campionato di serie b girone e

### Golf
- Golf Mare di Roma[46]

### Basket
- Ardea Basket[47]

## Galleria d'immagini

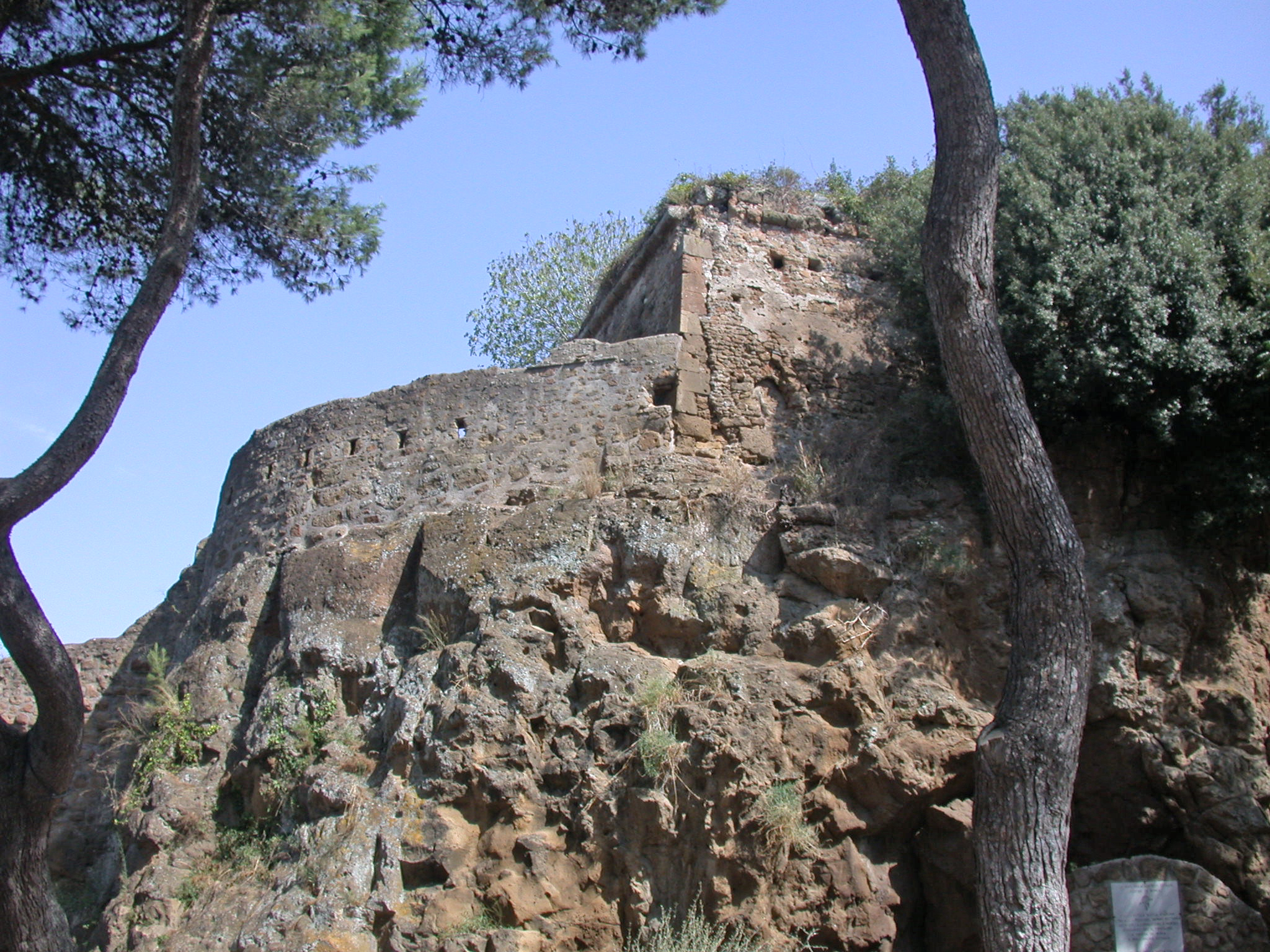
Mura e resti del palazzo Sforza Cesarini sul lato occidentale
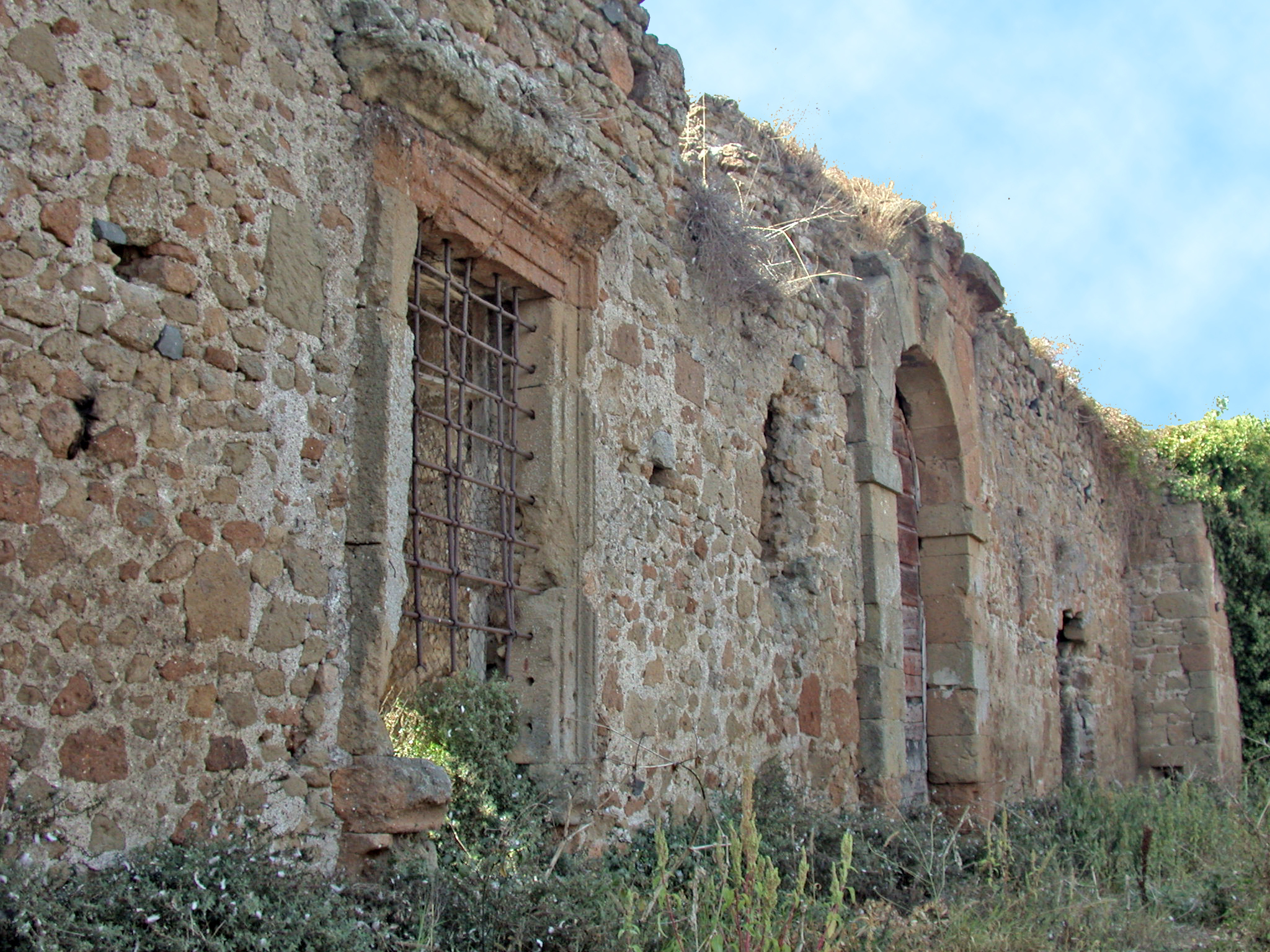
Facciata del palazzo Sforza-Cesarini verso l'interno della città
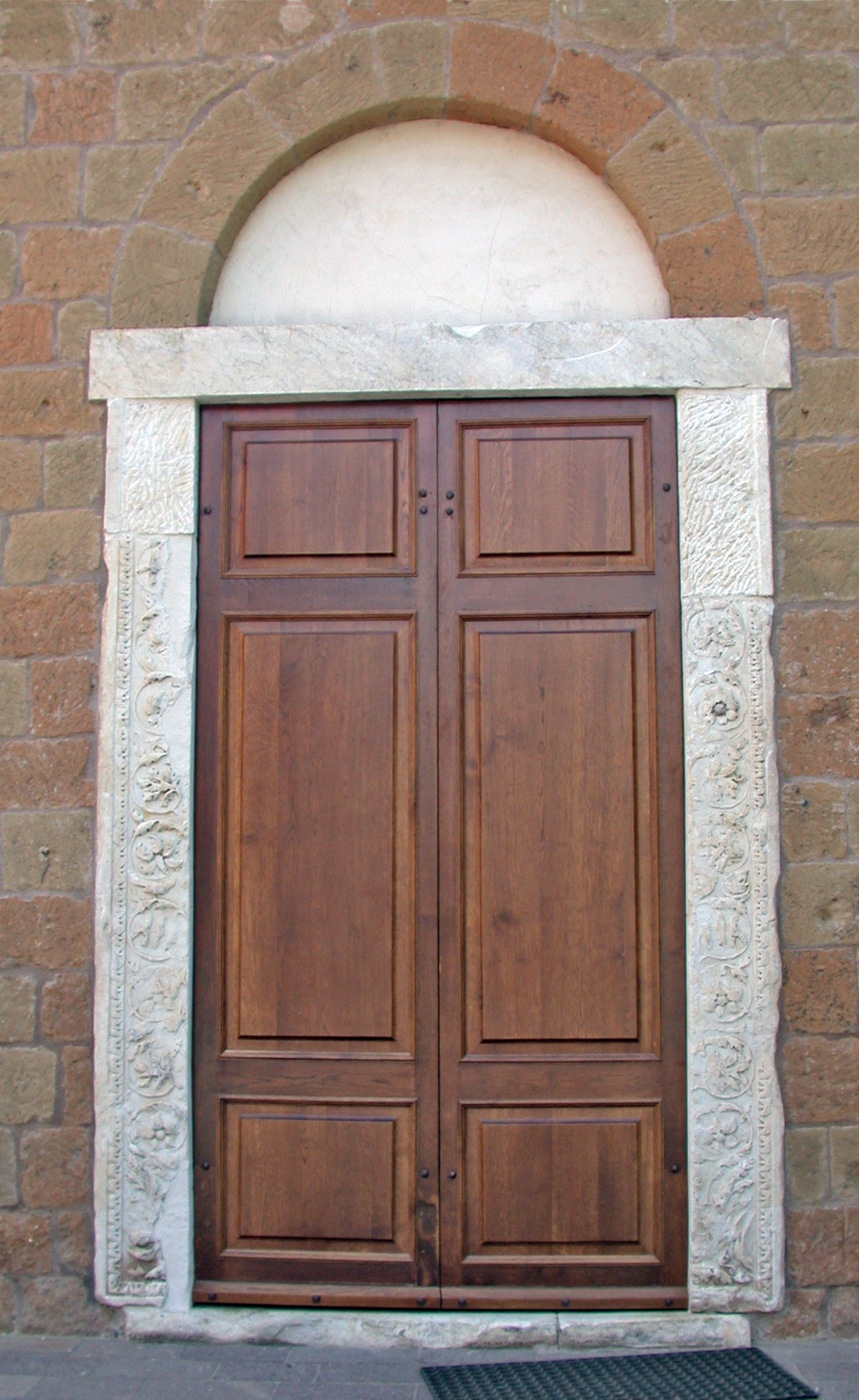
Portale della chiesa di San Pietro Apostolo con stipiti costituiti da elementi romani di riutilizzo
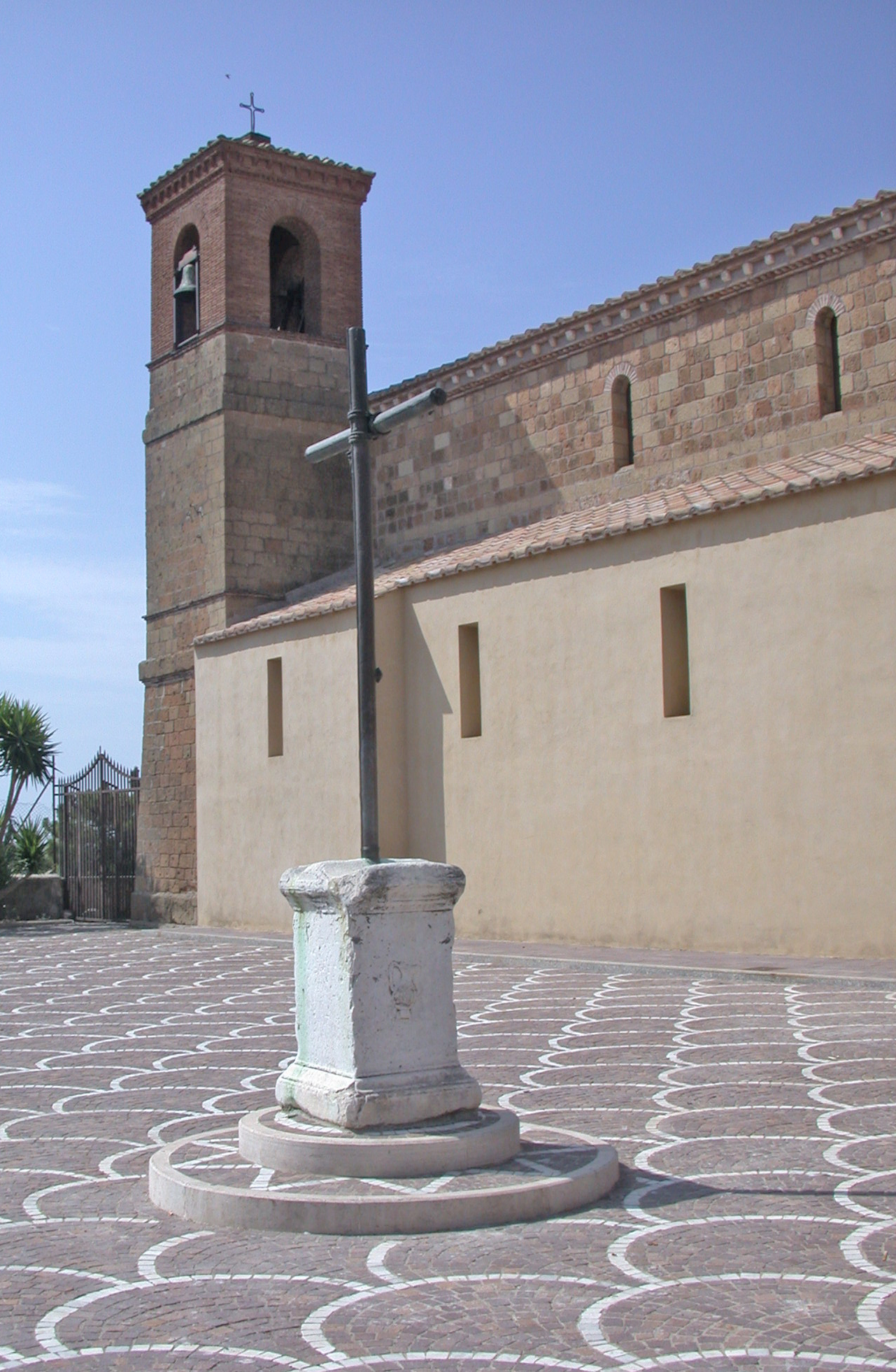
Chiesa di San Pietro Apostolo: fianco sinistro con altare funerario romano riutilizzato come basamento della croce
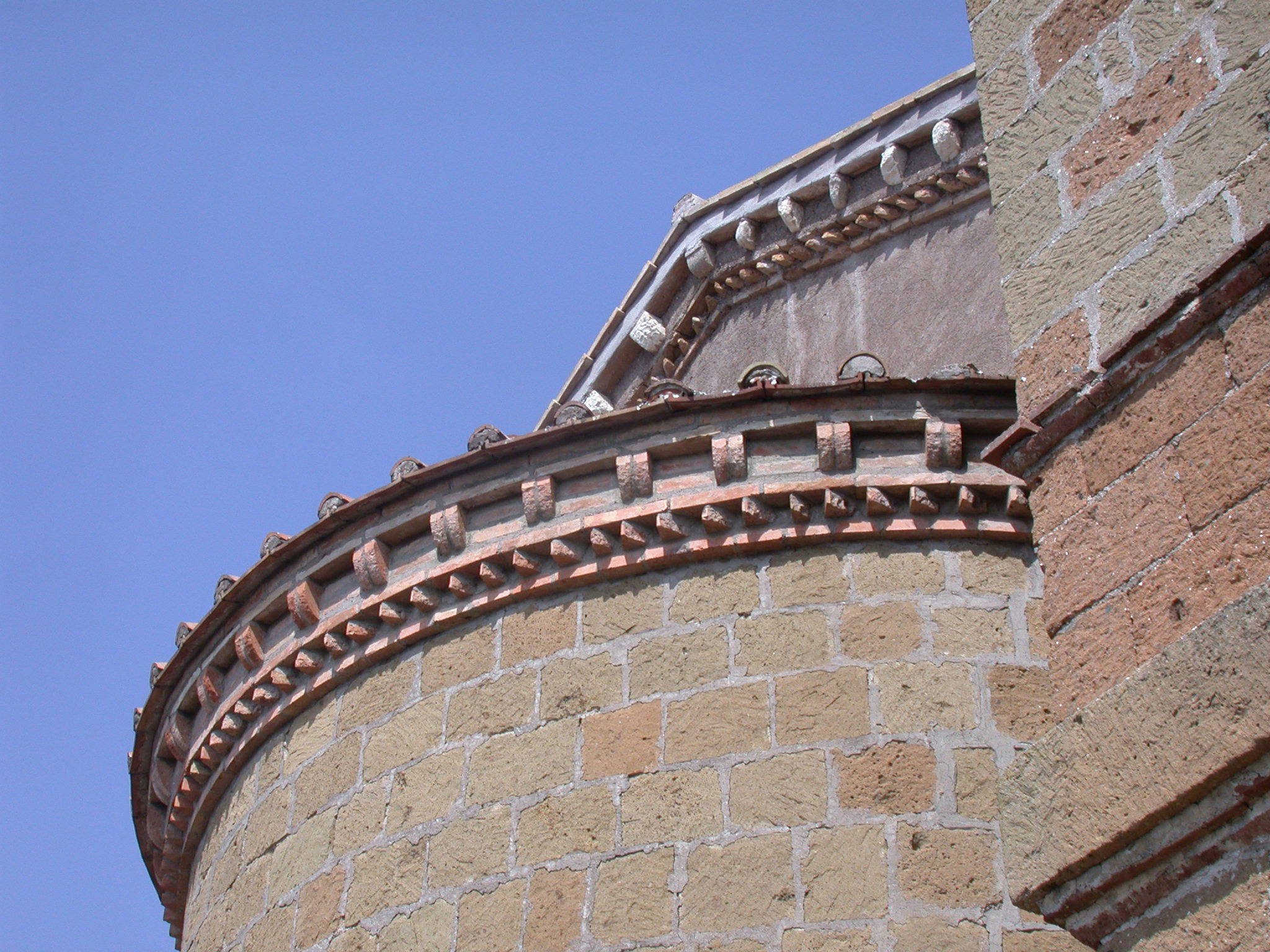
Particolare dell'abside della chiesa di San Pietro Apostolo
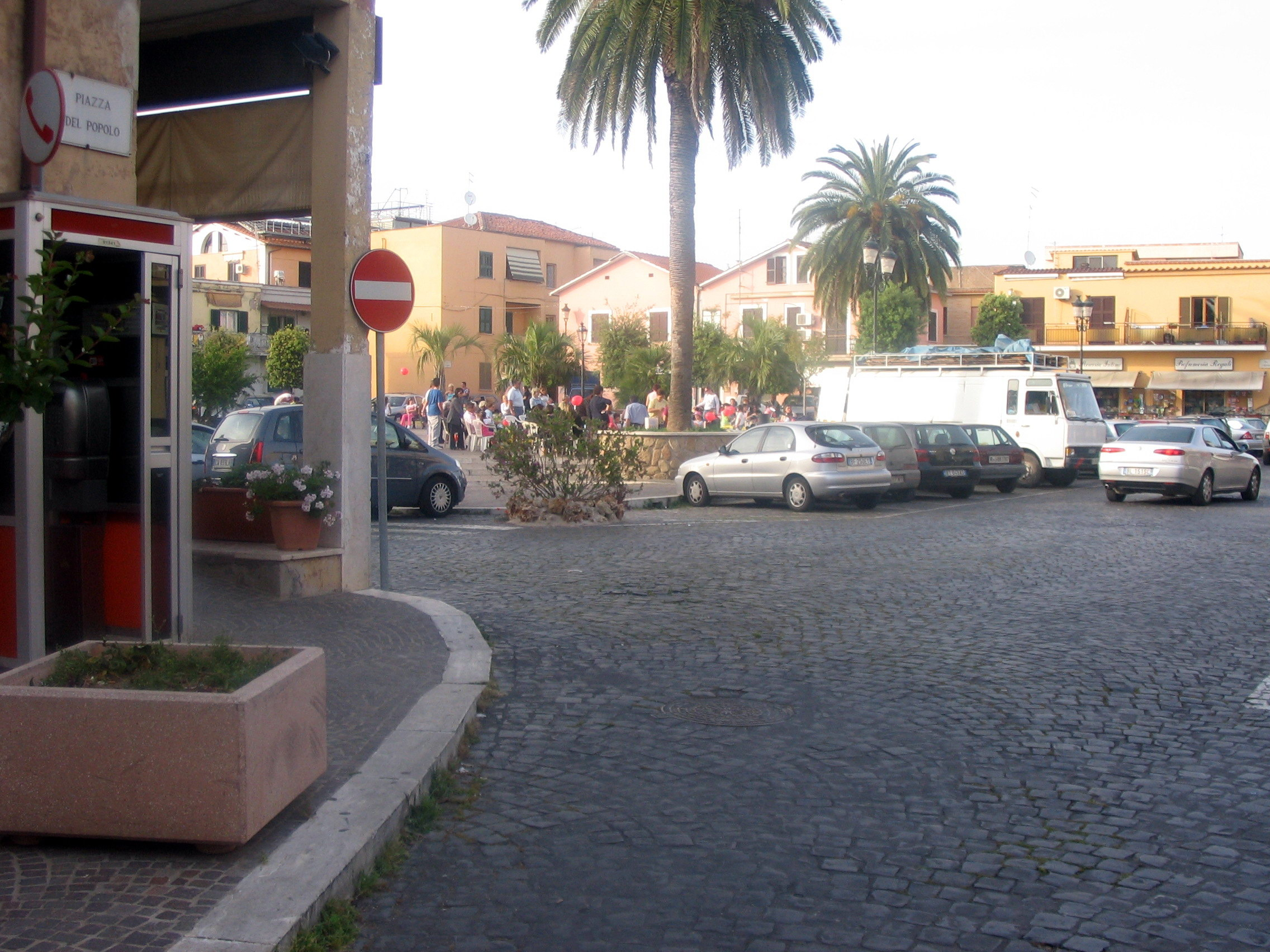
Piazza del Popolo
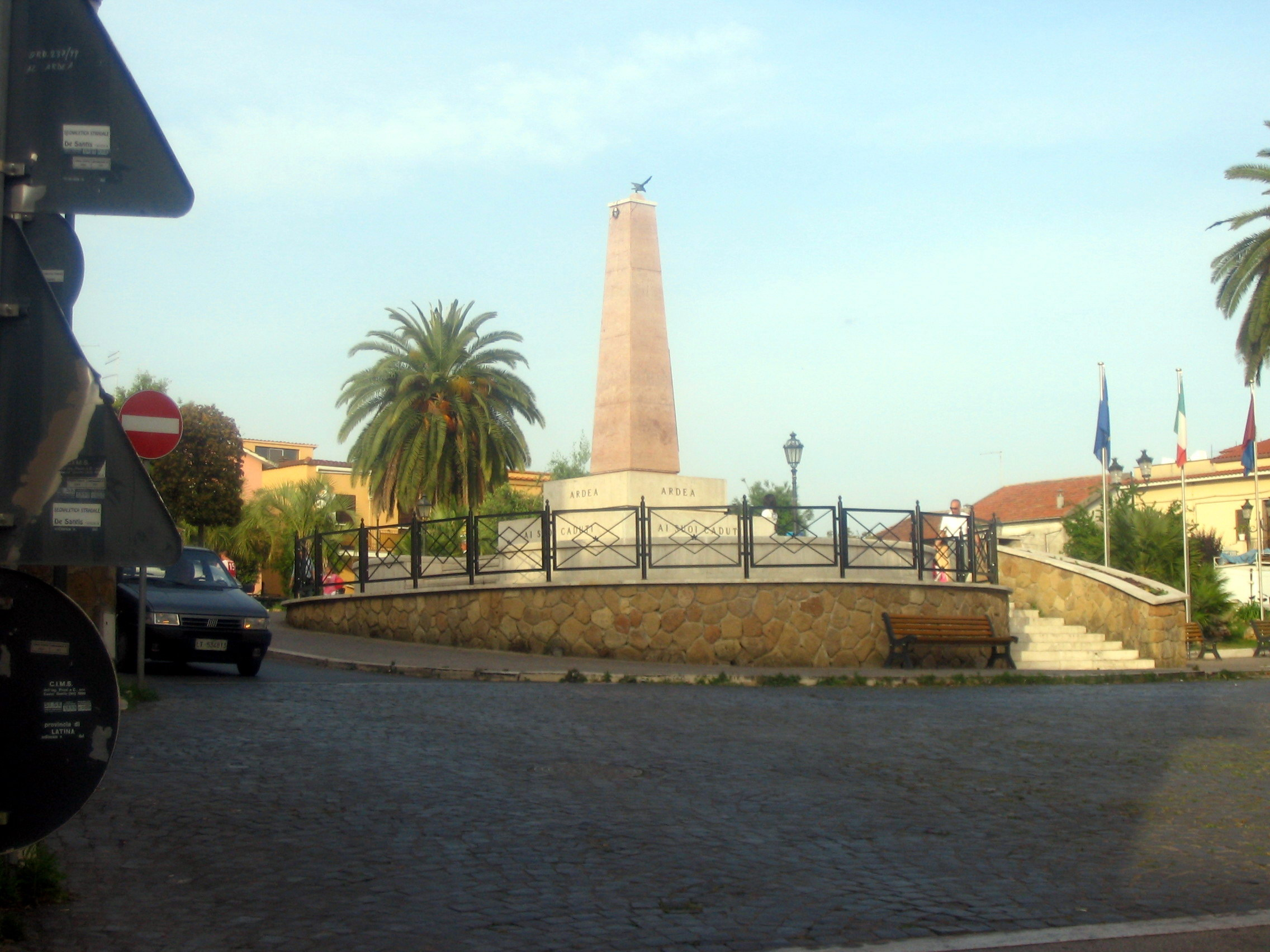
Monumento ai caduti in guerra
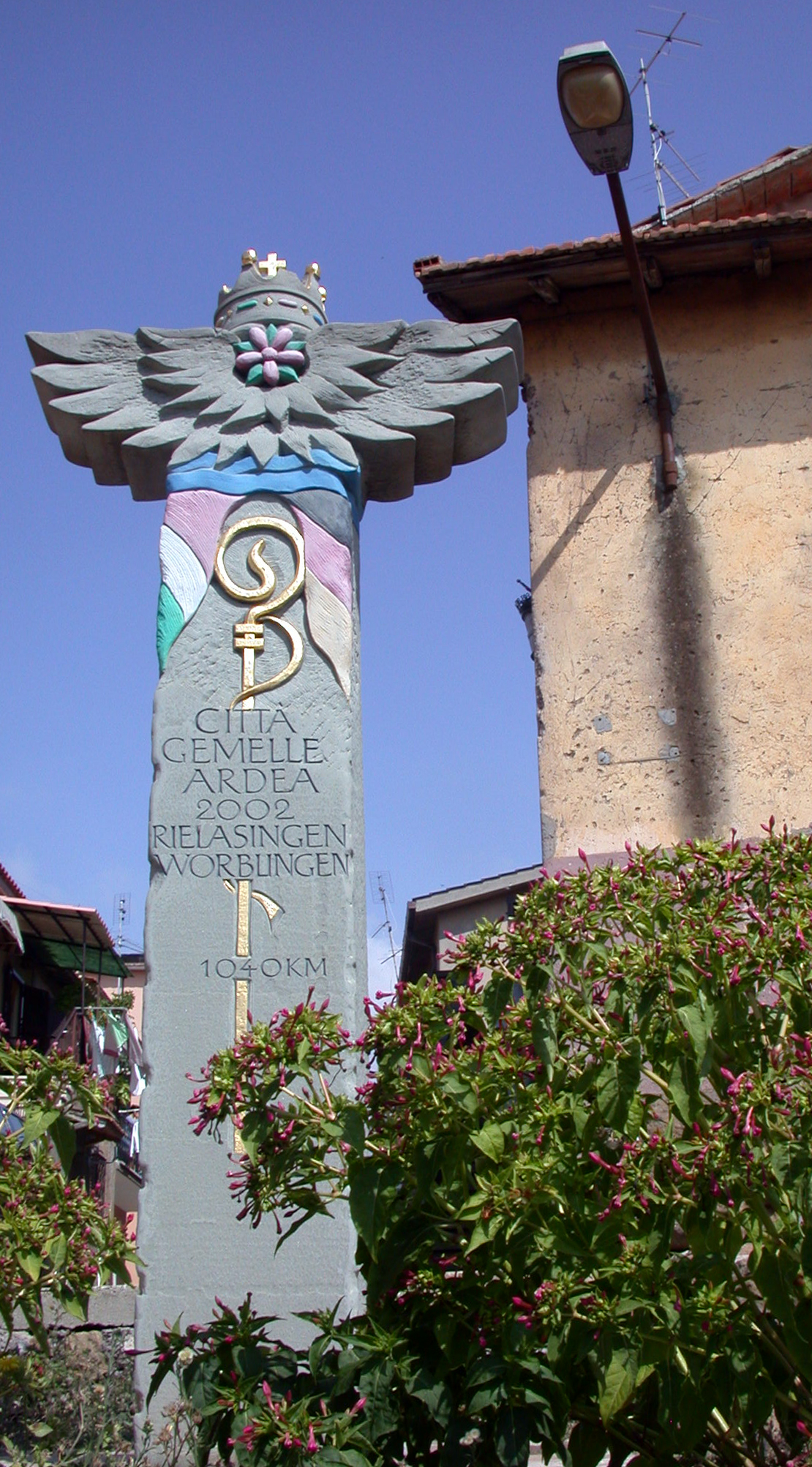
Monumento al gemellaggio, presso il Municipio
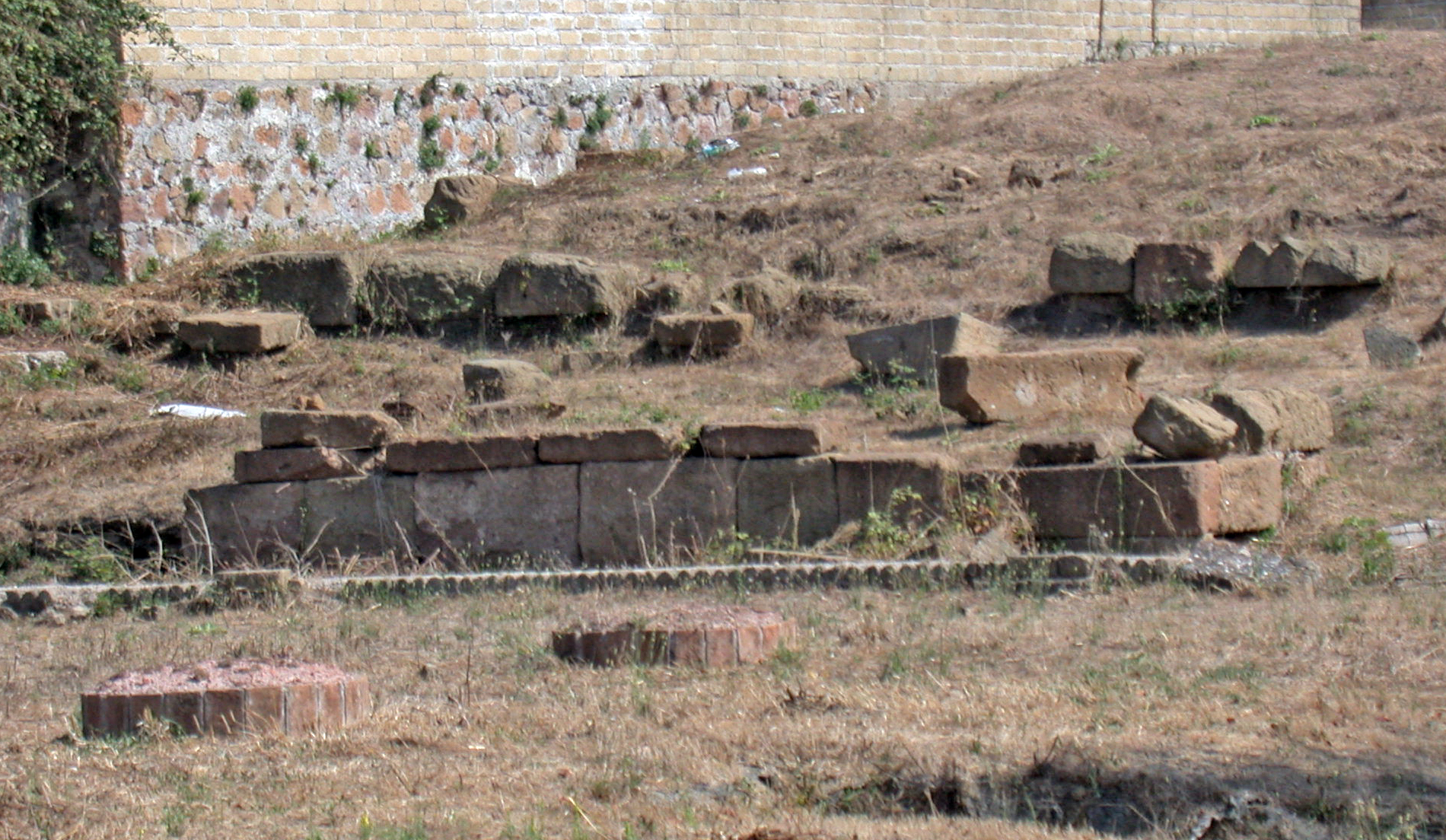
Il podio del tempio nell'area archeologica di Casarinaccio
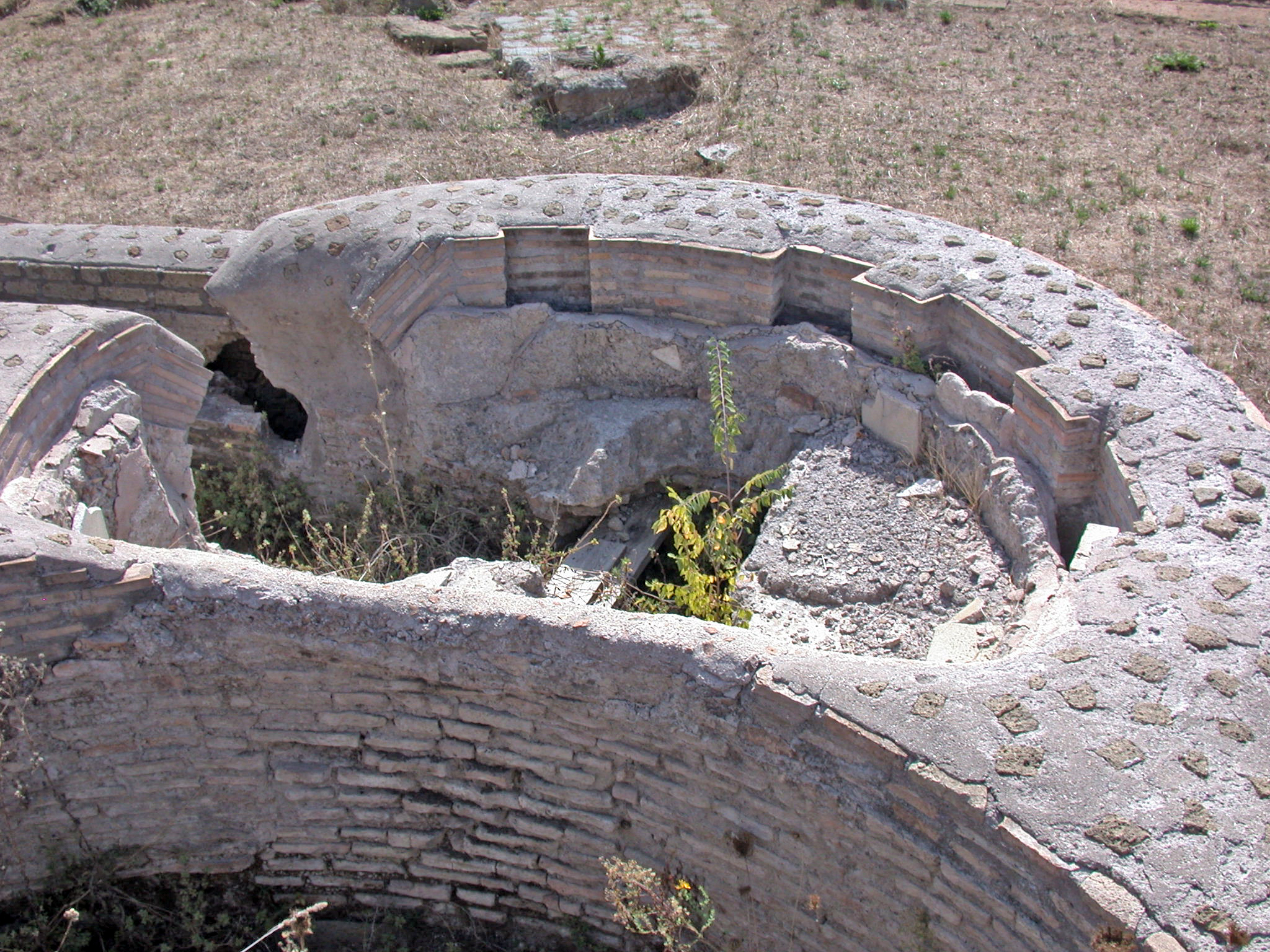
Particolare di una delle vasche dell'impianto termale nell'area archeologica di Casarinaccio
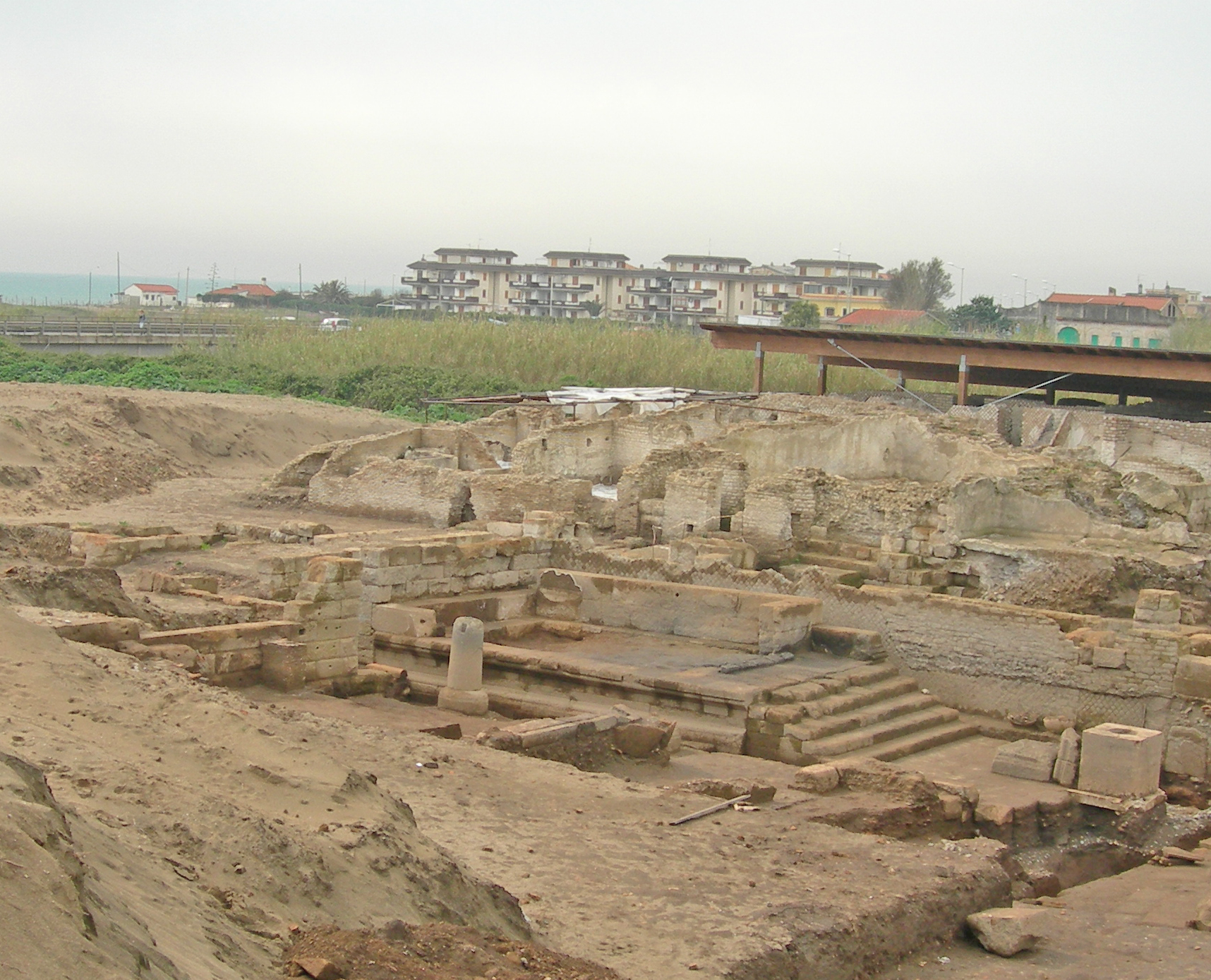
Area archeologica Castrum Inui, vista panoramica
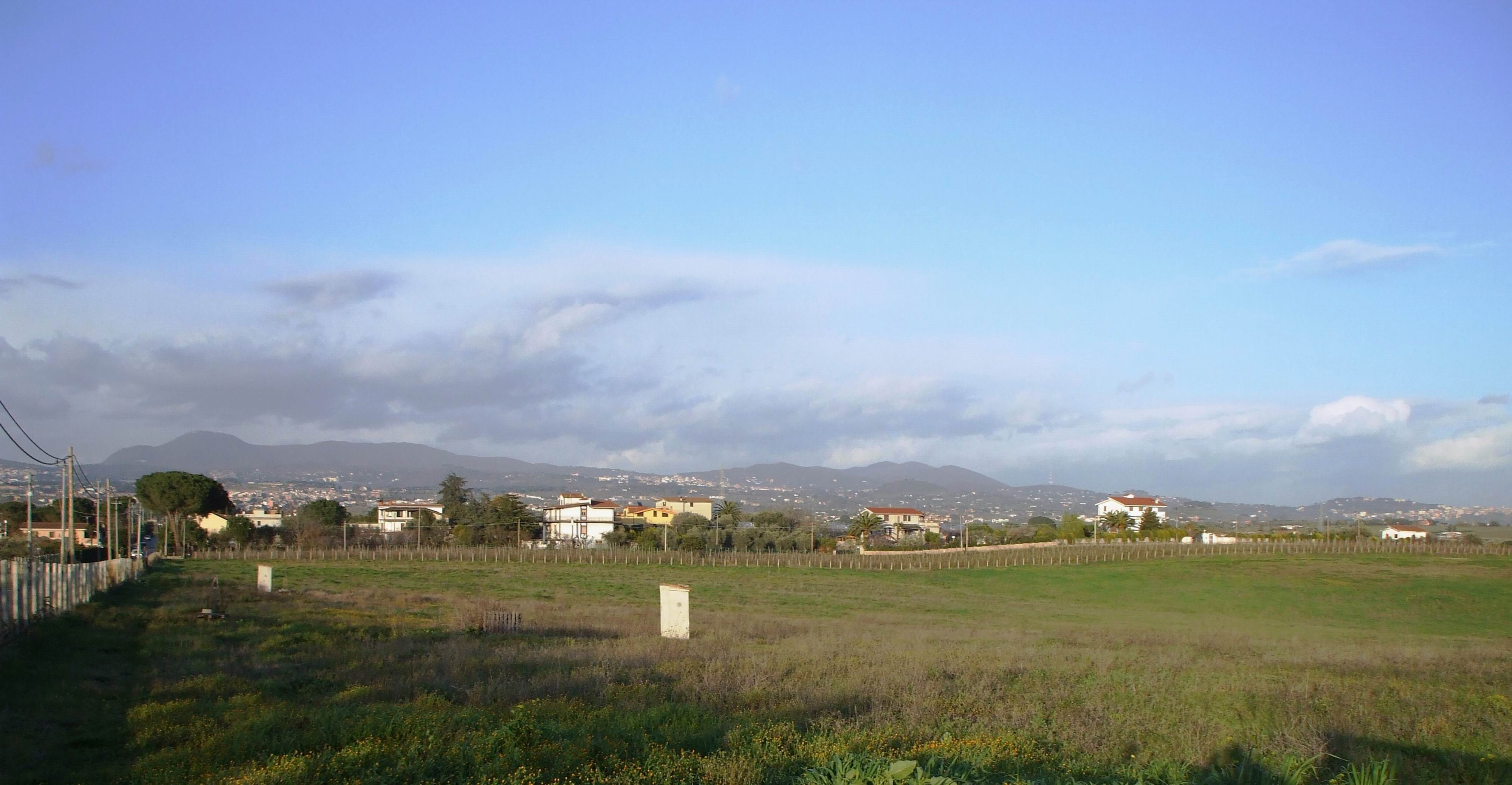
Panorama di Montagnano d'Ardea nei pressi di Cecchina